# Ромазанов, Кабдулла Закирьянович
Кабдулла Закирьянович Ромазанов (род. 5 июля 1947, Булаевский район, Северо-Казахстанская область) — советский государственный деятель, сталевар Карагандинского металлургического комбината, народный депутат СССР (26 марта 1989 года — 26 декабря 1991 года), член Верховного Совета СССР, член Комитета Верховного Совета СССР по вопросам экологии и рационального использования природных ресурсов.

## Биография
Вырос в деревне Булаевского района Северного Казахстана. С 1966 по 1969 год проходил службу Советской Армии Туркменской ССР. Там же в армии получил комсомольскую путёвку в Темиртау. В августе 1969 года начал работать в конвертерном цеху подручным миксерового. По совету своего наставника Николая Петровича Зубова в 1972 году перешёл подручным сталеваром на конвертер, где работал до 1995 года, пока не был избран председателем профкома конвертерного цеха.
Делегат XIII съезда ВЛКСМ, XV съезда Компартии Казахстана. Член Центральной ревизионной комиссии КПСС (1986—1990). Народный депутат СССР от города Темиртау в 1989 году.

## Знаки отличия
- почётное звание «Почётный металлург СССР»;[5]
- два ордена Трудовой Славы;[5]
- нагрудный знак «Енбек Данкы» (2010 год);[5]

## Интересы
Любит проводить время за игрой в шахматы или в поездках на природу, интересуется борьбой, лыжами, теннисом, бильярдом.
Интересовался современными певцами и артистами. Любит национальную казахскую музыку.